# Thomas Fuhr
Thomas Fuhr (* 27. August 1959 in Karlsruhe) ist ein deutscher Erziehungswissenschaftler und Hochschullehrer an der Pädagogischen Hochschule Freiburg im Breisgau.

## Leben und Wirken
Thomas Fuhr studierte Erziehungswissenschaft an der Universität Augsburg und legte 1986 seine Diplomprüfung ab. Von 1987 bis 1991 war er als wissenschaftlicher Assistent an der Universität Bayreuth tätig und promovierte dort 1991. Es folgte bis 1997 seine Tätigkeit als wissenschaftlicher Mitarbeiter am Institut für Erziehungswissenschaft der Eberhard Karls Universität Tübingen (Lehrstuhl Allgemeine Pädagogik, Prof. Dr. Klaus Prange), wo er 1997 durch seine Habilitation die Venia legendi für das Fach Erziehungswissenschaft erhielt. 1998/99 lehrte er an der Universität Trier, bis 2000 dann wieder an der Universität Tübingen. Seit dem Jahre 2000 hatte Fuhr eine Professur an der Pädagogischen Hochschule Freiburg inne.
In seinen wissenschaftlichen Veröffentlichungen beschäftigt sich Thomas Fuhr vor allem mit der operativen Pädagogik (Lernen, Zeigen) und der Erwachsenenbildung.

## Veröffentlichungen (Auswahl)
Monographien
- Kompetenzen und Ausbildung des Erwachsenenbildners. Eine Studie zur Professionalisierung der Erwachsenenbildung. Klinkhardt, Bad Heilbrunn 1991, ISBN 3-7815-0690-8 (= Dissertation Universität Bayreuth).
- Ethik des Erziehens. Pädagogische Handlungsethik und ihre Grundlegung in der elterlichen Erziehung (= Schriften zur Bildungs- und Erziehungsphilosophie, Bd. 13). Deutscher Studien-Verlag, Weinheim 1998, ISBN 3-89271-838-5 (= Habilitationsschrift Universität Tübingen).
- (Mithrsg. u. Mitautor): Kinder: Geschlecht männlich. Pädagogische Jungenforschung. Kohlhammer, Stuttgart 2006, ISBN 3-17-019100-4.
- (Mitautor): Erwachsenenbildung Weiterbildung (= Handbuch der Erziehungswissenschaft, Bd. 4) (= UTB, Bd. 8448). Schöningh, Paderborn 2011, ISBN 978-3-8252-8448-0.
- (mit Kathrin Berdelmann): Zeigen. Kohlhammer, Stuttgart 2020, ISBN 978-3-17-022468-1.

Aufsätze
- Karriere und Orientierung. Zur Bedeutung von beruflicher Weiterbildung für das Individuum. In: Harry Friebel u. a.: Weiterbildungsmarkt und Lebenszusammenhang. Klinkhardt, Bad Heilbrunn 1993, S. 118–138, ISBN 3-7815-1047-6.

- Moralisches Lernen als Differenzierungsprozeß. Die Bedeutung von lebensweltlicher, institutioneller und universalistischer Moral im Lernprozeß. In: Neue Sammlung, Bd. 33 (1993), S. 643–660.
- Pädagogik und Organisation. Anmerkungen zu einem schwierigen Verhältnis. In: Pädagogische Rundschau, Bd. 48 (1994), H. 5, S. 579–591.
- Sind Educanden Subjekte ihrer Erziehung? Fremd- und Selbstbestimmung im Prozeß der Erziehung. Ein Beitrag zur pädagogischen Formenlehre. In: Vierteljahrsschrift für wissenschaftliche Pädagogik, Jg. 1999, H. 1, S. 44–62.
- Was ist Allgemeine Pädagogik? Begriff, Leistungen, Defizite. In: Pädagogische Rundschau, Jg. 1999, H. 1, S. 59–82.
- Zeigen und Erziehung. Das Zeigen als "zentraler Gegenstand" der Erziehungswissenschaft. In: ders. (Hrsg.): Zur Sache der Pädagogik. Untersuchungen zum Gegenstand der allgemeinen Erziehungswissenschaft [Klaus Prange zum 60. Geburtstag gewidmet]. Klinkhardt, Bad Heilbrunn 1999, S. 109–121, ISBN 3-7815-0967-2.
- Erziehung – zur Definition des Begriffs. In: Pädagogische Rundschau, Bd. 54 (2000), H. 4, S. 431–445.
- Wie fasst die Andragogik ihren Gegenstand? In: Pädagogische Rundschau, Jg. 2001, H. 4, S. 393–409.
- Das Glück des Kindes. In: Zeitschrift für Pädagogik, Bd. 48 (2002), H. 4, S. 514–533.
- Weiterbildung als Paternalismus und Vertrag. zur Ethik der Erwachsenenbildung und Weiterbildung in der liberalen Gesellschaft. In: Vierteljahrsschrift für wissenschaftliche Pädagogik, Bd. 79 (2003), S. 376–394.
- Die Zeitigung des Zeigens. Untersuchungen zur Artikulation in Seminaren der Erwachsenenbildung. In: ders. (Hrsg., mit Kathrin Berdelmann): Operative Pädagogik. Grundlegung, Anschlüsse, Diskussion. Schöningh, Paderborn 2009, S. 47–68, ISBN 978-3-506-76669-4.
- Wie Jungen Geschlecht konstruieren. In: Berliner Forum Gewaltprävention, Bd. 32 (2006), S. 11–25.
- Wie entsteht Wissen über das Lernen? Zum Zusammenhang von pädagogischen Theorien und Lerntheorien. In: Elmar Anhalt (Hrsg.): In welche Zukunft schaut die Pädagogik? Herbarts Systemgedanke heute (= Herbartstudien, Bd. 2). IKS Geramond, Jena 2009, S. 105–119, ISBN 978-3-938203-83-5.
- Wie Erwachsene lernen. Zur lerntheoretischen Begründung eines erwachsenenpädagogischen Bildungsbegriffs. In: Bernd Feininger (Hrsg.): Orte – Worte – Wege. Beiträge zu Kultur, Altern und Lernen (= Übergänge, Bd. 18). Lang, Frankfurt/M. 2010, S. 279–291, ISBN 978-3-631-59655-5.
- Lernen im Lebenslauf als transformatives Lernen. In: Christiane Hof (Hrsg.): Lernen im Lebenslauf. Theoretische Perspektiven und empirische Zugänge. Springer VS, Wiesbaden 2018, S. 83–104, ISBN 3-658-19952-0.